# 白虎 (小説家)
白虎（ペコ、1978年 - ）は韓国のSF作家、ライトノベル作家。男性。
2000年10月、SF小説『ガニメデ・ゲート』でデビュー。2004年までに全13巻を刊行した。2010年3月、韓国のライトノベルレーベルシードノベルより、初のライトノベル作品『EFSエクスマキナ』を刊行した。
『EFSエクスマキナ』刊行時のインタビューでは、好きなライトノベル作品として、韓国作品では『Trespasser』、『超人同盟にようこそ!』（パン・ジェウォン）、『ミヤルのブランコ』、韓国国外の作品では、『フルメタル・パニック!』、涼宮ハルヒシリーズ、『狼と香辛料』を挙げている。

## 著作リスト
- 가니메데 게이트(Ganymede Gate) （ガニメデ・ゲート）
  - 2000年10月 - 2004年3月、韓国子音と母音社、全13巻（최병만（チェ・ビョンマン）名義）
- EFS 엑스마키나 （EFSエクスマキナ）
  - 2010年3月より韓国D&Cメディアのシードノベルで刊行中、既刊2巻、イラスト：CUTEG